# جفت‌باز
جفت باز (به انگلیسی: Base pair) در زیست‌شناسی مولکولی و ژنتیک، به دو نوکلئوتید با ترکیبات مکمل مخالف روی رشته‌های .آران‌ای (RNA) و دی‌ان‌ای (DNA)، که با پیوند هیدروژنی به هم متصل شده‌اند گفته می‌شود. در مدل جفت باز واتسون و کریک برای دی‌ان‌ای، آدنین (A) با تیمین (T) و گوانین (G) با سیتوزین (C) جفت‌باز تشکیل می‌دهند. در مولکول آران‌ای، تیمین توسط یوراسیل (U) جایگزین شده‌است. به وجود آمدن مدل‌های تناوبی پیوند هیدروژنی، مانند مدل‌های جفت‌باز وابل و جفت باز هوگستین، به‌خصوص در مولکول آران‌ای، باعث پیچیدگی و کارآمدن هرچه بیشتر ساختار سوم شده‌است. جفت شدن مکانیسمی است که طی آن کدون‌های روی مولکول‌های آران‌ای پیام‌رسان (mRNA) در طی فرایند ترجمه در پروتئین‌سازی، توسط آنتی‌کدون‌های روی آران‌ای حامل (tRNA) شناسایی می‌شوند. برخی از آنزیم‌های اتصال‌دهندهٔ دی‌ان‌ای یا آران‌ای می‌توانند الگوهای جفت‌باز ساز خاصی را تشکیل دهند که نشانگر مناطق خاص نظارتی از ژن است.
اندازهٔ یک ژن یا تمام ژنوم یک موجود زنده، اغلب با جفت‌های باز اندازه‌گیری می‌شود؛ زیرا دی‌ان‌ای معمولاً دورشته‌ای است؛ بنابراین، تعداد کل جفت‌های باز برابر تعداد نوکلئوتیدهای یک رشته می‌باشد. (به استثناء ساختارهای تک‌رشته‌ای‌های کدنشدهٔ تلومرها). طول ژنوم هاپلوئید انسان‌ها (با ۲۳ کروموزوم) حدوداً ۳ میلیارد جفت‌باز، شامل ۲۵٬۰۰۰–۲۰٬۰۰۰ ژن خاص تخمین شده‌است. کیلوبیس یا کیلوباز (kb)، واحد اندازه‌گیری در زیست‌شناسی مولکولی می‌باشد که برابر ۱۰۰۰ جفت‌باز دی‌ان‌ای یا آران‌ای است.

## ثبات و پیوند هیدروژنی

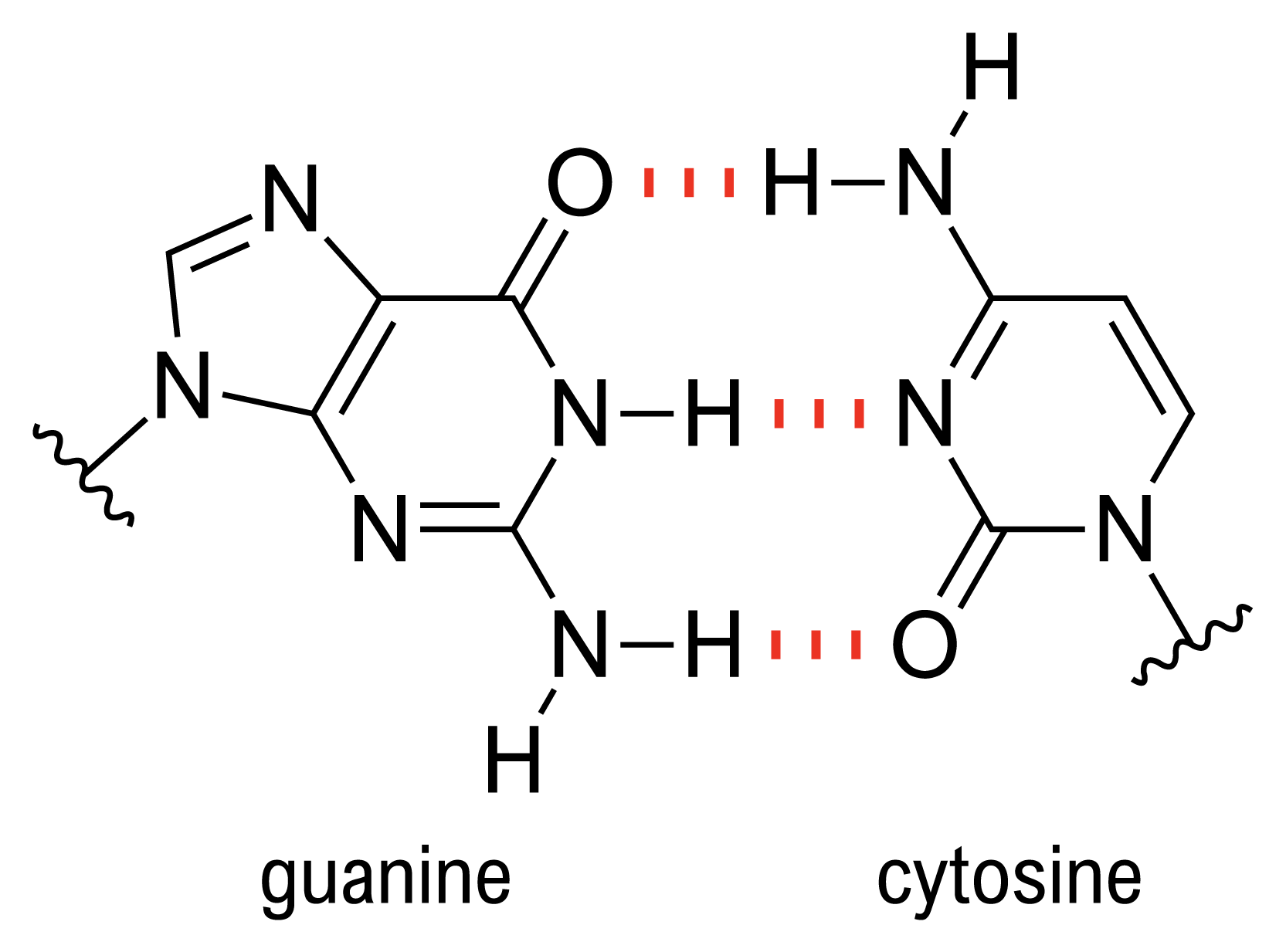
یک جفت‌باز GC که در آن سه پیوند هیدروژنی بین‌مولکولی دیده می‌شود.

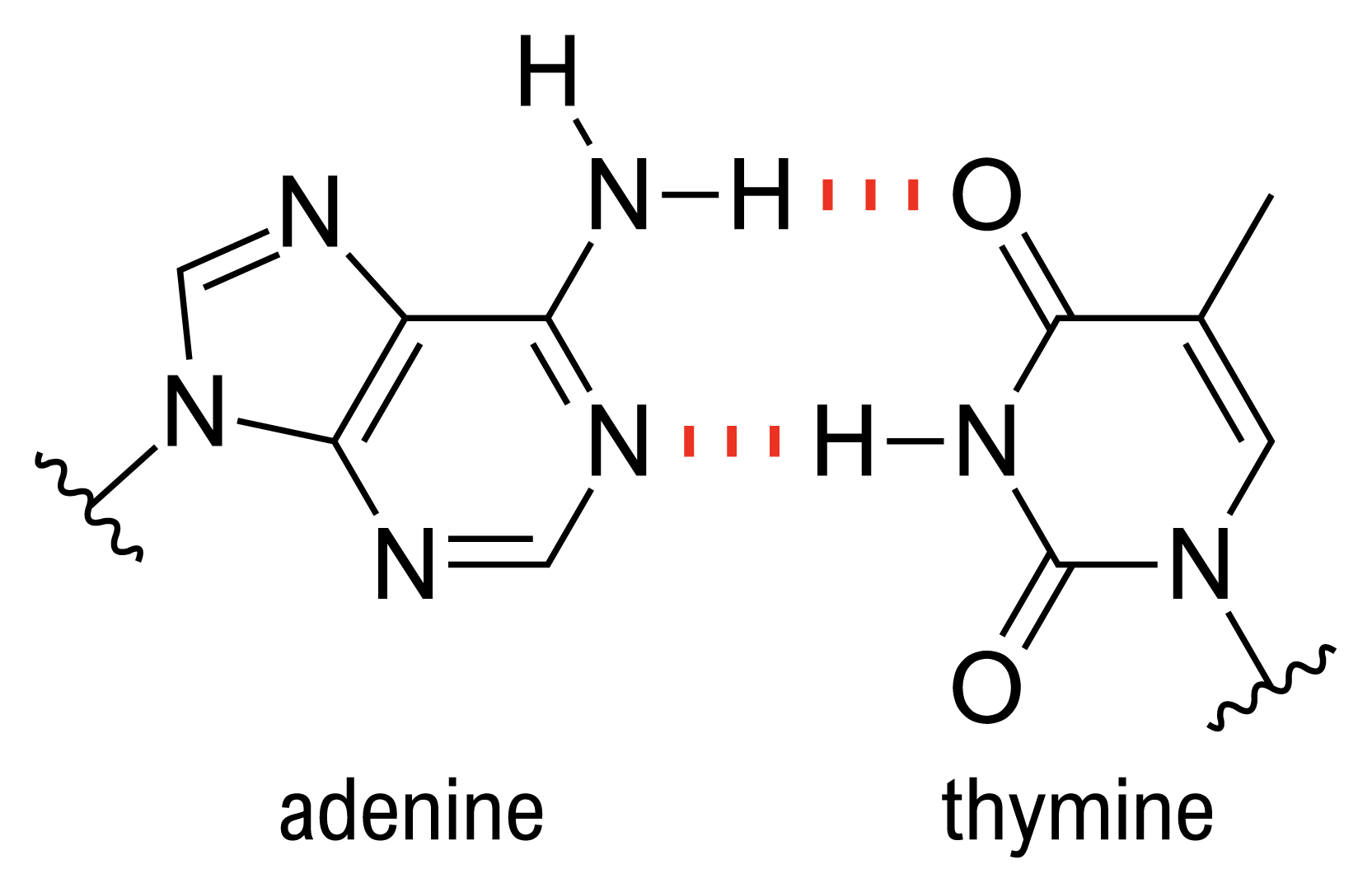
یک جفت‌باز AT که در آن دو پیوند هیدروژنی بین‌ملکولی دیده می‌شود.

پیوند هیدروژنی یک برهمکنش شیمیایی است که زمینهٔ جفت شدن پایه که در بالا توضیح داده شد، می‌باشد. درخور تطابق هندسی دهنده‌ها پذیرنده‌ها در پیوند هیدروژنی فقط جفت‌های درست و مناسب اجازهٔ تشکیل ساختار پایدار داده می‌شود. مولکول دی‌ان‌ای دارای محتوای GC زیاد، نسبت به مولکول دی‌ان‌ای دارای محتوای GC کم، استوارتر است. برخلاف باور عموم، پیوندهای هیدروژنی دلیل ثبات دی‌ان‌ای نمی‌باشد و دلیل این ثبات و پایداری تعاملات پشته‌ای می‌باشد.
نوکلئوتیدهای بزرگ‌تر، آدنین و گوانین، اعضای کلاس ساختار شیمیایی دو حلقه‌ای به نام پورین می‌باشند؛ نوکلئوتیدهای کوچک‌تر، سیتوزین و تیمین (و یوراسیل)، اعضای کلاس ساختار شیمیایی تک‌حلقه‌ای موسوم به پیریمیدین هستند. پورین‌ها تنها با پیریمیدین‌ها تکمیل می‌شوند: جفت پیریمیدین - پیریمیدین از نظر انرژی نامناسب است، زیرا مولکول‌ها برای تشکیل پیوند هیدروژنی زیاد از هم دورند؛ جفت شدن پورین – پورین نیز از نظر انرژی نامناسبند، زیرا این بار مولکول‌ها بیش از حد به هم نزدیکند و همدیگر را دفع می‌کنند. تنها جفت شدگی ممکن GT و AC می‌باشد؛ این جفت شدگی‌ها بخاطر عدم تطابق الگوی هیدروژن دهنده‌ها و گیرنده‌های هیدروژن می‌باشد. جفت GU، با دو پیوند هیدروژنی، اغلب در آران‌ای تشکیل می‌شود.
مولکول‌های جفت شدهٔ دی‌ان‌ای و آران‌ای در دمای اتاق نسبتاً پایدار هستند اما در دمای ذوب دو شاخهٔ نوکلئوتید از هم جدا می‌شوند و این موضوع به طول مولکول، تعداد جفت شدن‌های اشتباه (البته اگر وجود داشته باشد) و تعداد ترکیبات GC دارد. تعداد بیشتر ترکیبات GC باعث بالا رفتن دمای ذوب می‌شود؛ بنابراین، دور از ذهن نیست که بگوییم ژنوم جانوران سخت‌بوم‌زی مانند گرماپای گرمادوست در اصل غنی از GC می‌باشد. از طرفی، محدوده‌هایی از ژنوم که لازم است بارها جدا شوند _به عنوان مثال، محدوده‌های راه انداز رونویسی ژن_ نسبتاً ترکیبات GC کمتری دارند.

ترکیبات GC و دمای ذوب باید به هنگام آماده‌سازی مقدمات واکنش‌های PCR اندازه‌گیری شوند.

## مثال
توالی دی‌ان‌ای زیر یک الگوی جفت شدن دو رشته‌ای را نشان می‌دهد. به صورت قرارداد، رشتهٔ بالایی از سر ۵' به سر ۳' و رشتهٔ پایینی از سر ۳' به سر ۵' می‌باشد.
یک دی‌ان‌ای جفت شده:
ATCGATTGAGCTCTAGCG
TAGCTAACTCGAGATCGC
در توالی آران‌ای زیر جای تیمین با یوراسیل عوض شده‌است:
AUCGAUUGAGCUCUAGCG
UAGCUAACUCGAGAUCGC